# 아프릴리아 SXR
아프릴리아 SXR(이탈리아어: Aprilia SXR)은 이탈리아의 모터사이클 제조업체인 아프릴리아의 스쿠터이다.

## 역사
2020년 2월 델리의 오토 엑스포에서 미리 공개된 이 모델은 11월 말 피아지오의 바라마티 공장에서 생산된다.
SXR은 초기에는 인도 시장에 160 cm3 배기량으로 출시되었으며, 이어서 2021년 4월에 50 cm3, 7월에 125 cm3 모델이 각각 출시되었다.
모든 엔진은 피아지오의 I-Get 계열의 단일 실린더 4행정 사이클로 특징 지어지며, 유로 5 승인을 받았고, 전자 분사 시스템과 SOHC 3밸브 분배 시스템을 갖추고 있다.
프레임은 강철 튜브의 단일 요람 구조로 구성되어 있으며, 프레스 가공된 금속판 요소로 보강되었다. 전면에는 텔레스코픽 유압 포크가 있으며, 후방 차축에는 5단계 조절 가능한 단일 쇼크 업소버가 있다. 기어박스는 연속 가변 CVT 자동이다.
50 cm3 버전의 바퀴는 12인치이며, 120/70 크기의 타이어를 장착한다. 이 엔진은 6250 rpm에서 최대 토크 3.3 Nm, 7000 rpm에서 2.4 Kw의 출력을 제공한다. 제동 시스템은 이중 피스톤 캘리퍼가 있는 220 mm 전면 디스크와 140 mm 후면 드럼으로 구성된다.
50 버전만 유럽 시장에 수입되며, 2020년에 생산이 중단된 이전 아프릴리아 SR 맥스를 대체한다.